# Hermenegildo

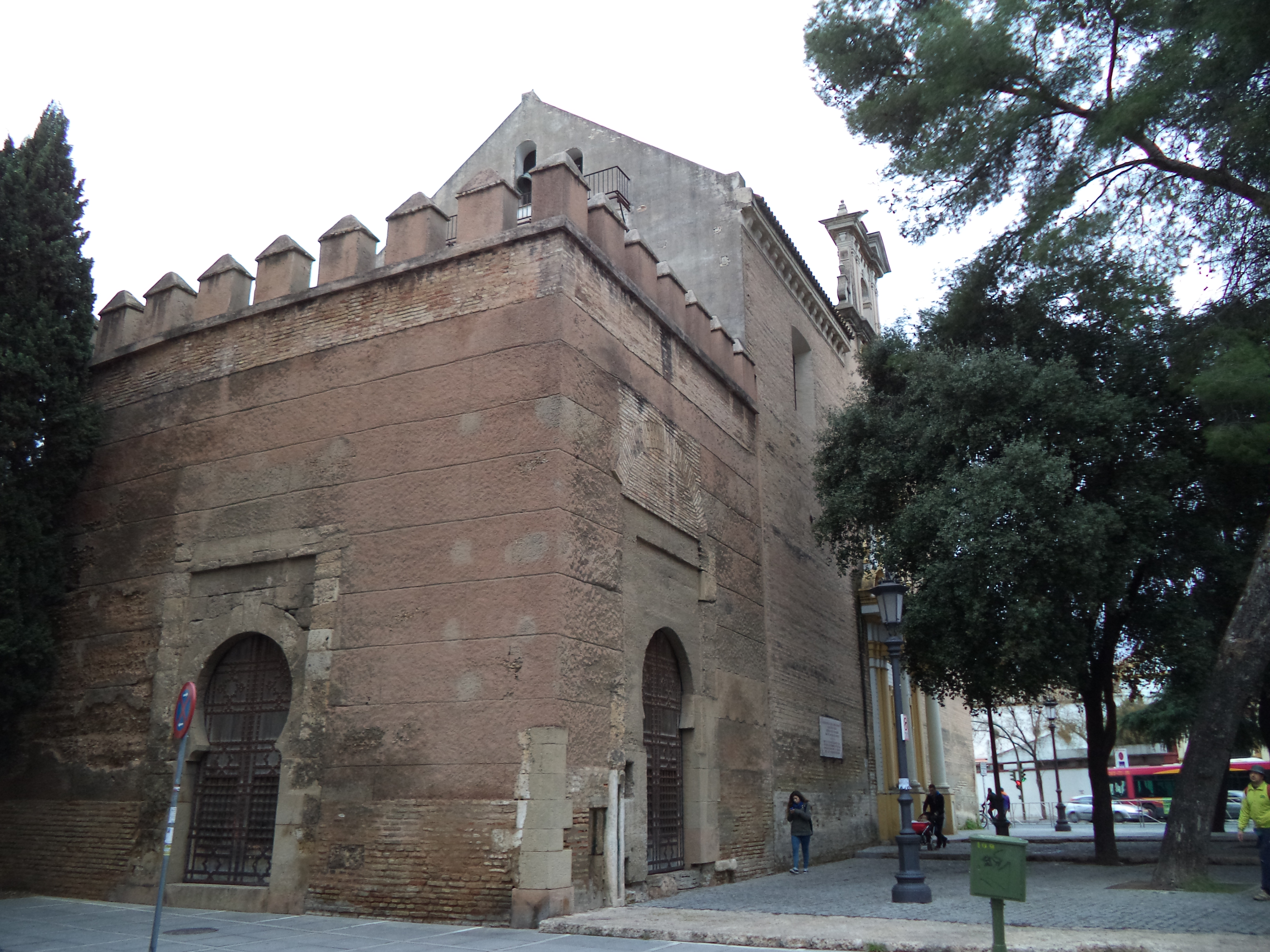
Según una leyenda de la ciudad de Sevilla, San Hermenegildo fue recluido en este edificio, que es una torre-puerta de la muralla conocida como Puerta de Córdoba. A la derecha está la entrada a la Iglesia de San Hermenegildo.

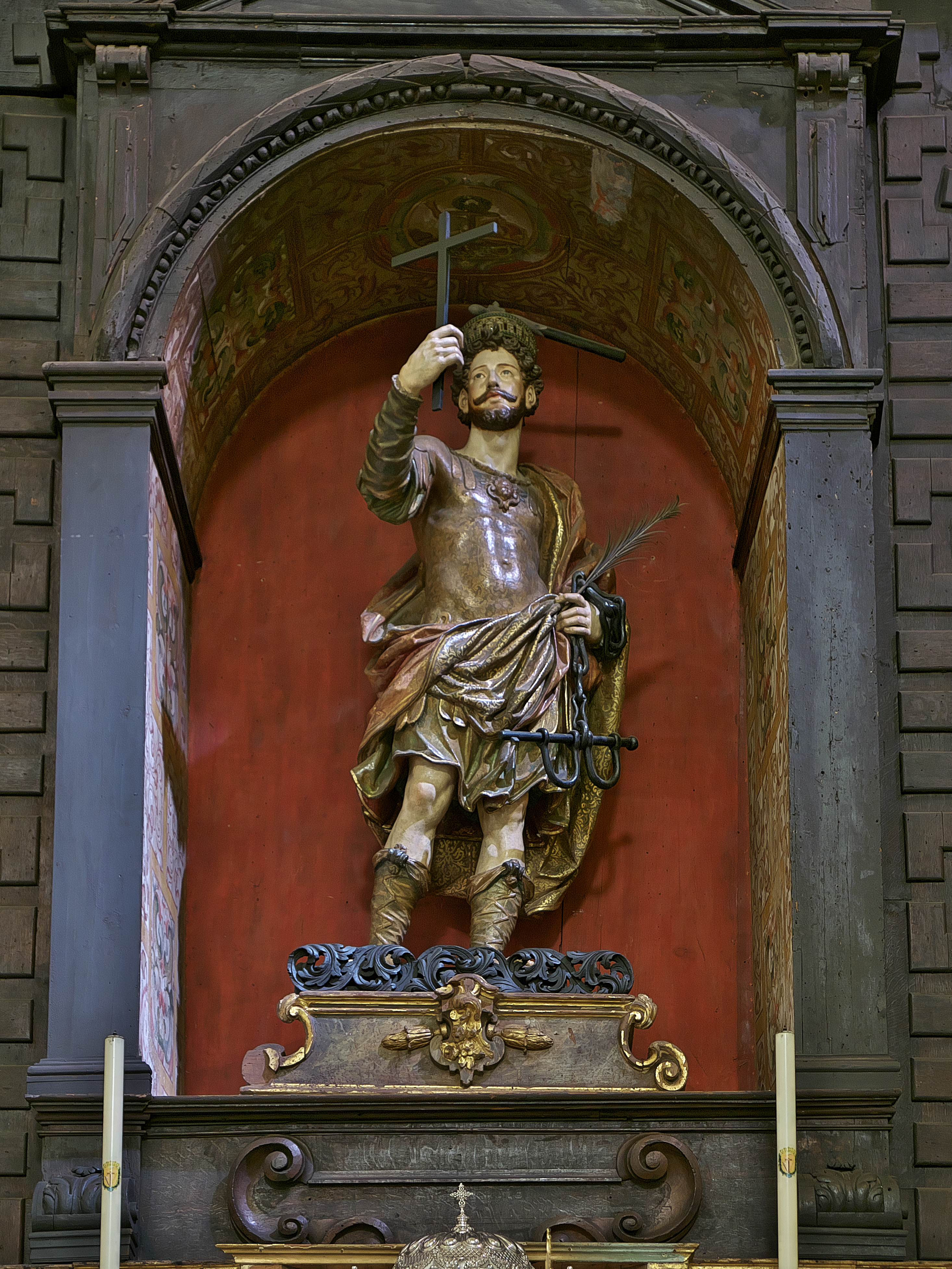
San Hermenegildo en el retablo mayor de la iglesia de San Hermenegildo de Sevilla.

San Hermenegildo (del gótico: 𐌹𐍂𐌼𐌿𐌽𐌰𐌲𐌹𐌻𐌳𐍃, 'inmenso tributo') (Medina del Campo, 564-Tarragona, 585) fue un príncipe visigodo, hijo del rey Leovigildo y de su primera mujer, y hermano de Recaredo. Fue educado en el arrianismo imperante entre los visigodos de Hispania en ese entonces (a diferencia de los hispanorromanos, que eran mayoritariamente católicos). Se enfrentó con su padre, según algunos contemporáneos por su conversión al catolicismo, y provocó una contienda militar en Sevilla que acabaría con su captura y ejecución. Fue canonizado en 1585 como mártir de la Iglesia católica. Su festividad se celebra el 13 de abril.

## Biografía
Leovigildo estuvo casado con una mujer, de la cual se desconoce su nombre, con la que tuvo como hijos a Recaredo y Hermenegildo. Cronistas posteriores dicen que aquella mujer se llamaba Teodosia y era hija de Severiano, duque de Cartagena, y hermana de san Fulgencio, san Leandro, san Isidoro y santa Florentina. Otra versión dice que aquella mujer era una princesa franca.
Posteriormente, Leovigildo se casó con la viuda del antiguo rey Atanagildo, Gosvinta, que era una ferviente arriana.
El rey Liuva I se dedicó a gobernar la Galia Narbonense y escogió a su hermano Leovigildo para gobernar Hispania, con Toledo como capital.
Tras la muerte de Liuva I en el 572 Leovigildo, por entonces ya casado con Gosvinta, pasó a ser rey único de los visigodos.
Según Juan de Bíclaro, en 573 el rey Leovigildo asoció al trono a sus hijos Hermenegildo y Recaredo y, en 579, Hermenegildo se casó con Ingundis. Ingundis era hija de Brunegilda (a su vez hija de Atanagildo) y del rey Sigeberto I de Austrasia.
Bíclaro indica que, también en 579, Leovigildo le entregó a Hermengildo parte de la provincia para que reinase y que ese mismo año Hermenegildo se rebeló contra su padre en Sevilla, uniéndose a su causa otras ciudades y fortalezas.
Bíclaro calificó esta acción de Hermenegildo de tiránica y riña doméstica y dice que se debió a que pertenecía a la facción de Gosvinta.
Bíclaro no dice nada de que la rebelión tuviera un componente religioso, pero es indicio de esto que en el 580 Leovigildo convocase un concilio de obispos arrianos en Toledo donde se facilita el paso al arrianismo sin necesidad de un nuevo bautismo. Bíclaro indica que, tras este concilio, muchos católicos se pasaron al arrianismo por ambiciones personales.
Leovigildo ocupó luego la Vasconia y fundó la ciudad de Victoriacum. En 583 estaba enfrentándose a su hijo en Sevilla. Ese mismo año, según Bíclaro, murió en Sevilla el rey suevo Miro, que había acudido como refuerzo de Leovigildo en su ataque a esta plaza. El cronista cuenta que los sitiadores cortaron la navegación por el Guadalquivir, poniendo a Sevilla en una situación desesperada. También cuenta que, en 584, Leovigildo restauró los muros de Itálica.
Hermenegildo huyó a territorio bizantino. Leovigildo entró en Sevilla y tomó las fortalezas y ciudades que se habían rebelado. Hermenegildo fue apresado en Córdoba y fue desterrado a Valencia. Bíclaro añade, sin más explicaciones, que en 585 Hermenegildo fue asesinado en Tarragona por un tal Sisberto que, a su vez, fue ejecutado en el primer año del reinado de Recaredo I.
Gregorio de Tours cuenta la historia de otra forma. Gosvinta había acogido con entusiasmo la llegada de la católica Ingundis, esposa de Hermenegildo, y trató de convertirla al arrianismo con halagos y convicción. Sin embargo, fracasó en este intento y terminó por obligarla a profesar el arrianismo sin que, según muchos, abandonase sus creencias católicas. Cuando Leovigildo entregó a Hermenegildo "una de sus ciudades" Ingundis comenzó a intentar convertir a su marido al catolicismo, cosa que consiguió. Hermenegildo habría adoptado el nombre católico de Juan. Leovigildo intentó evitar que su hijo se rebelase con apoyo bizantino. Intentó entrevistarse con Hermenegildo y, al no conseguirlo, entregó dinero al jefe bizantino para que no le diese apoyo. Cuando Hermenegildo salió a combatir a su padre, al verse abandonado por los bizantinos, decidió refugiarse en una iglesia. Leovigildo mandó entonces a Recaredo a decirle a Hermenegildo que se reconciliase con su padre, porque le iba a perdonar. Hermenegildo se postró y, al llegar al campamento, fue despojado de sus vestidos y obligado a llevar una ropa de pobre. Cuando llegaron a Toledo, Leovigildo le quitó todos sus criados a Hermenegildo salvo uno y le mandó al exilio.
En el relato de Gregorio de Tours se dice que el rey suevo Miro era aliado de Hermenegildo y decidió dar batalla contra Leovigildo situando trescientos soldados en el castillo de Osset (en el actual municipio de San Juan de Aznalfarache) para que se cansasen con estos y luego acudir a barrerlos con el grueso de su ejército. Sin embargo, Leovigildo derrotó a los soldados de la fortaleza y la quemó, obligando luego al rey suevo a prestarle fidelidad.
Gregorio de Tours cuenta que Leovigildo hizo prisionero a Hermenegildo y, al llegar a Toledo, le condenó al exilio, aunque su esposa Ingundis se fue con los bizantinos y, cuando la llevaban a ver al emperador acompañada de su hijo pequeño, murió en África y fue enterrada allí. Según Pablo el Diácono Ingundis murió en Sicilia y su hijo, que se llamaba Atanagildo como su bisabuelo, fue llevado a Constantinopla con el emperador Mauricio.
Gregorio de Tours cuenta que Gosvinta había instigado una persecución de católicos. Dos embajadores francos que habían estado en Hispania para tratar de la dote de Rigunthis, hija de Chilperico I, para su matrimonio con Recaredo, se encontraron con Gregorio de Tours. Este les preguntó por la persecución arriana y el embajador Ansovaldo le contestó:

Los cristianos que habitan en España conservan íntegra su fe católica; pero el rey trata ahora de turbarla con un nuevo engaño, fingiendo dolosamente que acude a orar en los sepulcros de los mártires y en las iglesias de nuestra religión. Dice pues: se muy bien que Cristo es hijo de Dios e igual al Padre, pero no creo en absoluto que el Espíritu Santo sea Dios, porque no se lee en ningún códice que sea Dios.

Gregorio de Tours consideró la rebelión de Hermenegildo contra su padre como impía y abocada al desastre por juicio divino.

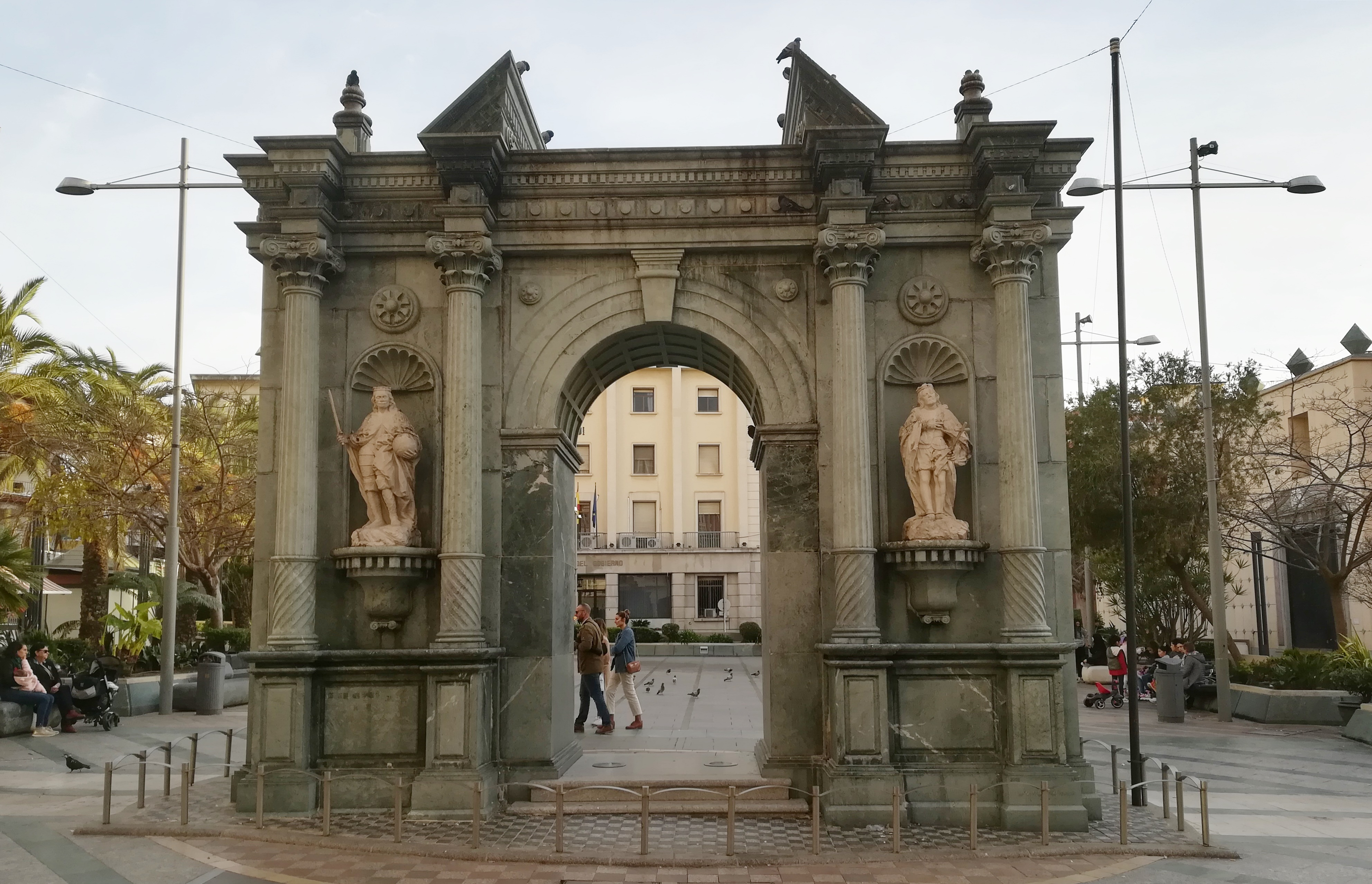
Arco con San Fernando y San Hermenegildo en la Plaza de los Reyes de Ceuta.

El papa san Gregorio Magno habla de Hermenegildo en su obra Diálogos. Dice que recibió noticias de lo sucedido por unos viajeros que llegaron de Hispania a Roma. Cuenta que Hermenegildo se convirtió al catolicismo por la predicación del obispo de Sevilla, san Leandro. Leovigildo intentó que Hermenegildo volviese al arrianismo con halagos y amenazas sin éxito, tras lo cual privó a su hijo de su reino y sus bienes. Como no consiguió que abandonase el catolicismo, encerró a su hijo en una cárcel sujetando con hierros su cuello y sus manos. En la Pascua, Leovigildo le envió un obispo arriano a Hermenegildo para administrarle una comunión sacrílega y que de este modo se congraciase con él. Hermenegildo la rechazó y el obispo arriano dio cuenta a Leovigildo de su fracaso. Entonces el padre ordenó la muerte de su hijo abriéndole la cabeza de un hachazo. Entonces se habría oído un canto de salmodia y habrían aparecido luminarias en la noche, indicando que el cuerpo de Hermenegildo era digno de veneración. Leovigildo terminó arrepintiéndose y reconociendo que la verdadera fe era la católica, pero no se llegó a convertir por temor a su propia gente. Entonces Leovigildo enfermó y, sintiendo próxima su muerte, llamó al obispo san Leandro y le encargó a su hijo Recaredo que hiciera lo mismo que había hecho su hermano. Tras esto Recaredo se convirtió al catolicismo y llevó a esta religión a los godos, impidiendo que entraran en su ejército herejes.

## Veneración
El obispo Isidoro de Sevilla, en su Historia de regibus Gothorum, Vandalorum et Suevorum, trata el tema de la rebelión de Hermenegildo con brevedad, lo enmarca entre los conflictos que Leovigildo resolvió contra los alzados y bizantinos, dice que el comportamiento de Leovigildo con las rebeliones fue virtuoso y no menciona la conversión al catolicismo de Hermenegildo. También trata el tema al margen de cuando habla de las persecuciones contra católicos.
La obra Vitas Patrum Emeritensium, escrita por un diácono en la época visigoda, menciona la persecución religiosa de tiempos de Leovigildo en el curso de la cual fue desterrado el obispo de Mérida, Mausona. Describe a Leovigildo con adjetivos muy negativos. Sin embargo, cuando habla de la conversión de Recaredo omite referirse a su hermano Hermenegildo como mártir.
Ni en el III Concilio de Toledo del 587 ni en ninguno de los libros litúrgicos de las iglesias visigodas o mozárabes se habla de Hermenegildo como mártir. Tampoco se le considera mártir en los libros eclesiásticos de la época de los visigodos, con excepción de la obra De vana saeculi sapientia de Valerio del Bierzo.
En el siglo XII la Historia Silense toma la imagen de Hermenegildo de los Diálogos de san Gregorio Magno y le considera mártir de la Iglesia católica. Esta imagen se afianzó con las obras de Lucas de Tuy, Rodrigo Jiménez de Rada y Juan Gil de Zamora, así como en la Crónica de Alfonso X de Castilla.
A instancias del rey Felipe II de España, Sixto V lo canonizó en el milésimo aniversario de su muerte. El año siguiente, a petición del rey y por mediación del obispo de Vich Juan Antonio de Cardona, las monjas del Monasterio de Sijena cedieron la cabeza de san Hermenegildo, que custodiaban como reliquia desde que en el siglo XII se la entregara la fundadora del convento Sancha de Aragón, al recién construido Monasterio de San Lorenzo de El Escorial, donde todavía se conserva.
En 1957 se fundó en España la Real Hermandad de Veteranos de las Fuerzas Armadas y de la Guardia Civil, que tiene a san Hermenegildo como patrón.

## Inscripción
Junto al Molino de Cajul de Alcalá de Guadaíra se encontró en el siglo XVII un dintel de mármol con un crismón y una inscripción. Fray José de Hierro dijo que se encontró en 1624 y Diego Ortiz de Zúñiga, Luis José Velázquez y otros escribieron sobre él. Leandro José de Flores dice que Rodrigo Caro escribió que el dintel se había encontrado en 1669 pero esto es imposible, porque Caro murió en 1647. Como el molino era propiedad del monasterio de la Cartuja de Sevilla el dintel fue llevado a su iglesia. En 1913 fue llevado a un museo municipal de Sevilla. El Ayuntamiento de Sevilla lo depositó en 1949 en el Museo Arqueológico de Sevilla.
La inscripción dice:
In nomine Domini anno feliciter secundo regni domini nostri [H]Ermenegildi regis quem persequitur genetor sus dominus Liuvigildus rex in ci[b]vitate [H]Ispa[lense] indictione tertia decima [...]
Que se traduce:
En el nombre del Señor, en el felizmente segundo año del reino de nuestro señor el rey [H]Ermenegildo (año 582), a quien persigue su padre y señor el rey Leovigildo en la ciudad de Sevilla [...] (el texto está incompleto y no se puede traducir).

## Monedas
Tras el pronunciamiento contra su padre, Hermenegildo se encargó de acuñar monedas similares a las de Leovigildo nombrándose rey y no corregente. Se conocen ocho ejemplares, cinco de los cuales llevan escrito Inclitus Rex y tres Regia Deo Vita.

## Descendencia
Según la genealogía tradicional, de su matrimonio con la princesa franca Ingunda nació el príncipe Atanagildo, quien a su vez casó con Flavia Juliana, sobrina paterna del emperador bizantino Mauricio, estos últimos serían padres de Paulo Ardabasto, de quien sería hijo el rey godo Ervigio. Con base en esta genealogía, se consideró a los reyes de Asturias y León (dinastía astur-leonesa), a los reyes de Pamplona y a los primeros reyes de Aragón, así como a los condes de Castilla, descendientes de San Hermenegildo. No obstante, esta genealogía ha sido discutida.

## En las artes

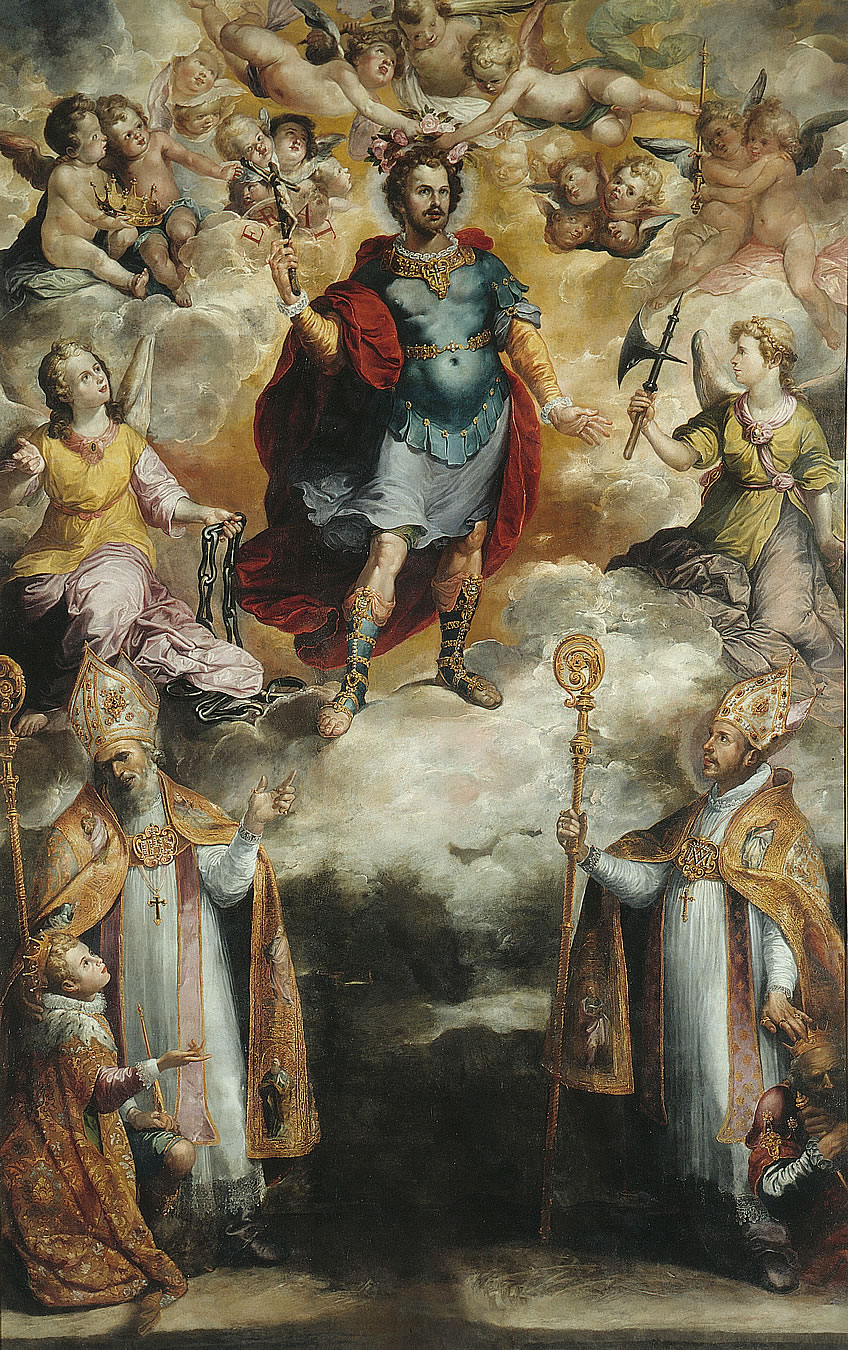
La apoteosis de san Hermenegildo por Francisco de Herrera el Viejo, c. 1622. Museo de Bellas Artes de Sevilla.

En 1570 se representó una obra de teatro en Sevilla llamada Tragedia de San Hermenegildo probablemente escrita por Juan de Mal Lara.
En 1577 Ambrosio de Morales publicó un poema dedicado a este santo.
En 1590, durante las celebraciones que hubo en Sevilla con motivo de la canonización de Hermenegildo, Luis de Góngora le escribió una poesía hagiográfica.
Los jesuitas Hernando de Ávila y Melchor de la Cerda, junto con el poeta Juan de Arguijo, escribieron una obra de teatro con el título Tragedia de San Hermenegildo, que se representó en Sevilla en enero de 1591.
En el siglo XVII se escribieron tres obras de teatro para corrales de comedias sobre este santo: La mayor corona (Lope de Vega, hacia 1621), Mártir y rey de Sevilla. San Hermenegildo (Fernando de Zárate, 1651) y El primer blasón de España. San Hermenegildo (Juan Claudio de la Hoz y Mota, finales del siglo XVII). Entre las obras compuestas esa centuria a este santo también está el auto sacramental El mártir del Sacramento. San Hermenegildo (Juana Inés de la Cruz, 1692).
Hacia 1622 Francisco de Herrera el Viejo pintó para el Colegio de San Hermenegildo de Sevilla, de los jesuitas, el cuadro La Apoteosis de San Hermenegildo, que actualmente se encuentra en el Museo de Bellas Artes de Sevilla.
En 1654 Francisco de Herrera el Mozo pintó el famoso cuadro El Triunfo de San Hermenegildo para la iglesia del Convento de San Hermenegildo, de los carmelitas descalzos, de Madrid. En la actualidad el cuadro se encuentra en el Museo del Prado de la misma ciudad.

## Orden

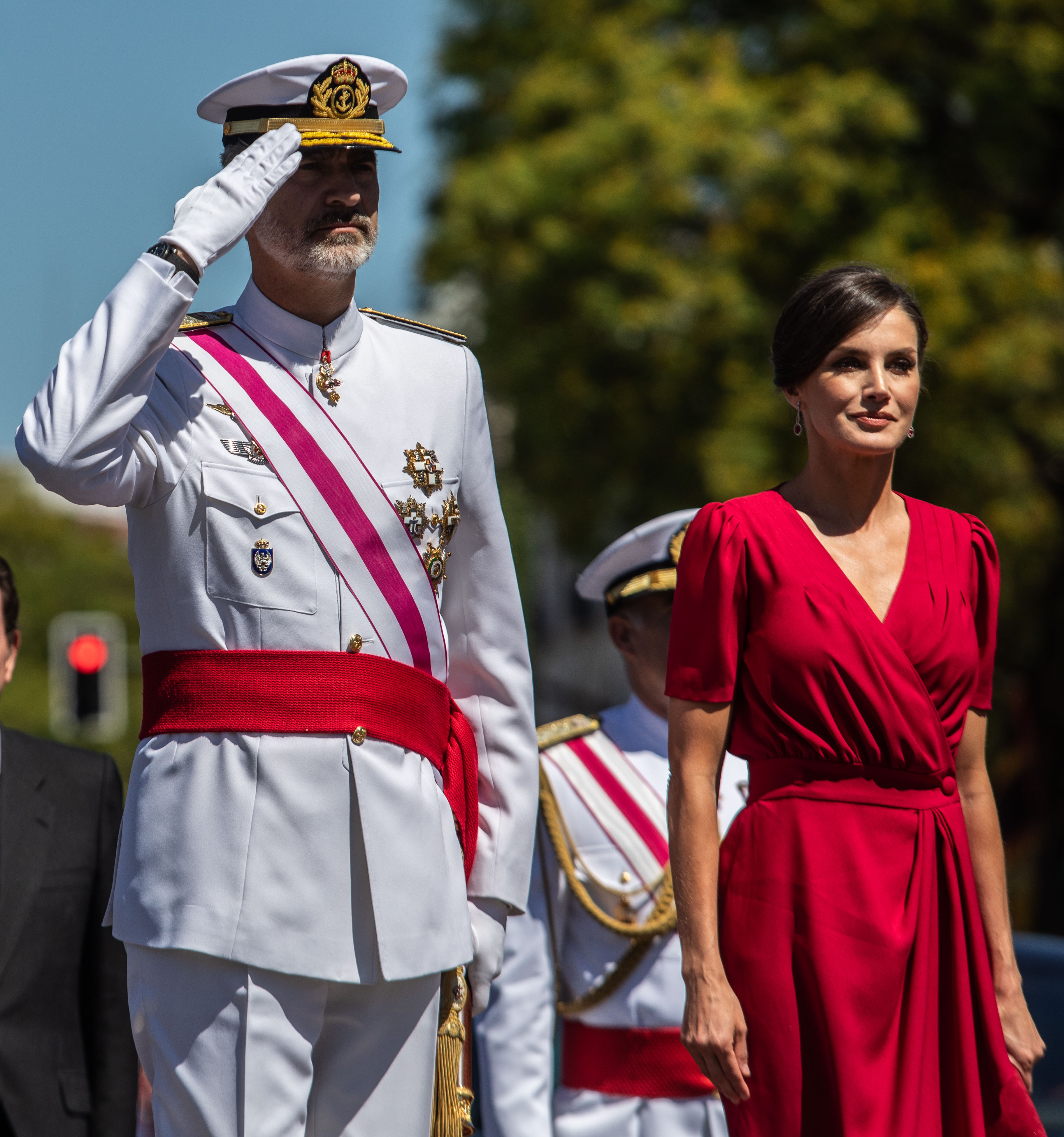
El rey de España, Felipe VI, con la gran cruz de la Orden de San Hermenegildo en un desfile militar en Sevilla. 2019.

En 1814 se fundó la Orden de San Hermenegildo para condecorar a militares que demuestren constancia en el servicio e intachable conducta. El rey de España es soberano de dicha orden, que cuenta también con un gran canciller, que debe ser un teniente general o almirante en posesión de la gran cruz.